# 다마도부쓰코엔역
다마도부쓰코엔역(일본어: 多摩動物公園駅→다마 동물공원역)은 일본 도쿄도 히노시에 위치한 게이오 전철 · 다마 도시 모노레일의 철도역이다. 게이오 전철의 동물원 선의 기.종점역 기능을 한다. 다마 도시 모노레일 선까지 2개의 노선이 운행 중이다.

## 타는 곳

### 게이오 전철
역 번호는 KO 47이며, 두단식 승강장 1면 2선의 구조를 갖춘 지상역이다.
| 1 | 경마장 선 | 다카하타후도 · 조후 · 메이다이마에 · 신주쿠 방면 |
| 2 | 경마장 선 | 다카하타후도 방면 (4량 편성 단독 운전)           |

### 다마 도시 모노레일
상대식 승강장 2면 2선의 구조를 갖춘 고가역이다.
| 1 | 다마 도시 모노레일 선 | 상행 | 다카하타후도 · 다치카와키타 · 다마가와조스이 · 가미키타다이 방면 |
| 2 | 다마 도시 모노레일 선 | 하행 | 다마 센터 방면                                                   |

## 이용 현황
| 연도별 1일 평균 하차 승차 인원 | 연도별 1일 평균 하차 승차 인원 | 연도별 1일 평균 하차 승차 인원 | 연도별 1일 평균 하차 승차 인원 |
| 연도                           | 게이오 전철                    | 게이오 전철                    | 다마 도시 모노레일             |
| 연도                           | 1일 평균 하차 인원             | 1일 평균 승차 인원             | 다마 도시 모노레일             |
| ------------------------------ | ------------------------------ | ------------------------------ | ------------------------------ |
| 1964년                         | 3,338                          |                                | 미개업                         |
| 1965년                         | 5,054                          |                                | 미개업                         |
| 1970년                         | 11,301                         |                                | 미개업                         |
| 1975년                         | 12,799                         |                                | 미개업                         |
| 1980년                         | 37,338                         |                                | 미개업                         |
| 1981년                         | 37,619                         |                                | 미개업                         |
| 1985년                         | 34,323                         |                                | 미개업                         |
| 1990년                         | 30,403                         | 15,195                         | 미개업                         |
| 1991년                         |                                | 15,508                         | 미개업                         |
| 1992년                         | 15,649                         |                                | 미개업                         |
| 1993년                         | 15,742                         |                                | 미개업                         |
| 1994년                         | 15,762                         |                                | 미개업                         |
| 1995년                         | 31,648                         | 15,683                         | 미개업                         |
| 1996년                         |                                | 15,230                         | 미개업                         |
| 1997년                         | 14,515                         |                                | 미개업                         |
| 1998년                         | 14,222                         |                                | 미개업                         |
| 1999년                         | 27,763                         | 13,631                         | 1,427                          |
| 2000년                         | 19,322                         | 9,205                          | 1,274                          |
| 2001년                         |                                | 7,230                          | 1,271                          |
| 2002년                         | 6,208                          | 1,225                          |                                |
| 2003년                         | 11,522                         | 5,355                          | 1,205                          |
| 2004년                         | 10,188                         | 4,707                          | 1,138                          |
| 2005년                         | 9,258                          | 4,479                          | 1,232                          |
| 2006년                         | 7,844                          | 4,014                          | 1,261                          |
| 2007년                         | 7,026                          | 3,563                          | 1,216                          |
| 2008년                         | 6,599                          | 3,364                          | 1,265                          |
| 2009년                         | 6,107                          | 3,104                          | 1,219                          |
| 2010년                         | 5,961                          | 3,019                          | 1,109                          |
| 2011년                         | 5,958                          | 3,000                          | 1,074                          |
| 2012년                         | 6,290                          | 3,173                          | 1,093                          |
| 2013년                         | 6,616                          |                                | 1,249                          |
| 2014년                         | 6,539                          | 1,252                          |                                |
| 2015년                         | 6,584                          | 1,262                          |                                |

## 역 주변
- 다마 동물 공원
- 게이오 레일 랜드
- 주오 대학 다마 캠퍼스
- 메이세이 대학 히노 캠퍼스

## 인접 역
| 게이오 전철 동물원 선                    | 게이오 전철 동물원 선 | 게이오 전철 동물원 선                  |
| ---------------------------------------- | --------------------- | -------------------------------------- |
| KO 29 다카하타후도 방면                  | 동물원 선             | 시·종착역                              |
| 다마 도시 모노레일 다마 도시 모노레일 선 |                       |                                        |
| 호도쿠보 가미키타다이 방면               | 다마 도시 모노레일 선 | 주오 대학·메이세이 대학 다마 센터 방면 |